# Shīrīsh
Shīrīsh (persiska: شیریش) är en ort i Iran.   Den ligger i provinsen Hormozgan, i den sydöstra delen av landet, 1 100 km sydost om huvudstaden Teheran. Shīrīsh ligger 270 meter över havet och antalet invånare är 369.
Terrängen runt Shīrīsh är platt åt nordost, men åt sydväst är den kuperad. Runt Shīrīsh är det ganska glesbefolkat, med 25 invånare per kvadratkilometer. Närmaste större samhälle är Kam Kart, 19,8 km norr om Shīrīsh. Trakten runt Shīrīsh är ofruktbar med lite eller ingen växtlighet.